# 梁建勇
梁建勇（1959年9月—），男，汉族，山西阳城人。山西晋东南师专学校、北京大学法学专业毕业，中央党校在职研究生学历，香港都会大学工商管理硕士学位。曾任中共福建省委常委、宣传部部长，现任福建省人大常委会党组书记，省总工会主席。

## 生平
1976年3月参加工作，1982年9月加入中国共产党。曾任共青团长乐县委书记；福建团省委研究室主任科员、办公室副主任；福建省人大副处级秘书、正处级调研员（1991年10月起任正处级职务）；福州市人民政府副秘书长，支前办主任；中共台江区委副书记、区长，中共台江区委书记等职务。
1997年12月，任福州市人民政府副市长。2001年9月，任中共福州市委常委，福州市人民政府常务副市长。
2010年5月，任莆田市人民政府副市长，代理市长（2011年1月当选市长）。2013年2月，任中共莆田市委书记。
2013年，当选第十二届全国人民代表大会福建地区代表。2014年8月，任中共龙岩市委书记。2015年11月，任福建省人民政府副省长，12月不再担任中共龙岩市委书记。
2016年11月，任中共福建省委常委、省委秘书长，兼省委省直机关工委书记。2017年1月，辞去福建省副省长职务。2018年5月，任中共福建省委常委、宣传部部长。
2020年1月15日，当选为福建省十三届人大常委会副主任、党组副书记。
2022年1月，任福建省人大常委会党组书记，主持福建省人大常委会的日常工作，被广泛认为是习近平派系閩江新軍其中一员。